# Hipposideros lankadiva
Hipposideros lankadiva là một loài động vật có vú trong họ Dơi nếp mũi, bộ Dơi. Loài này được Kelaart mô tả năm 1850.

## Hình ảnh

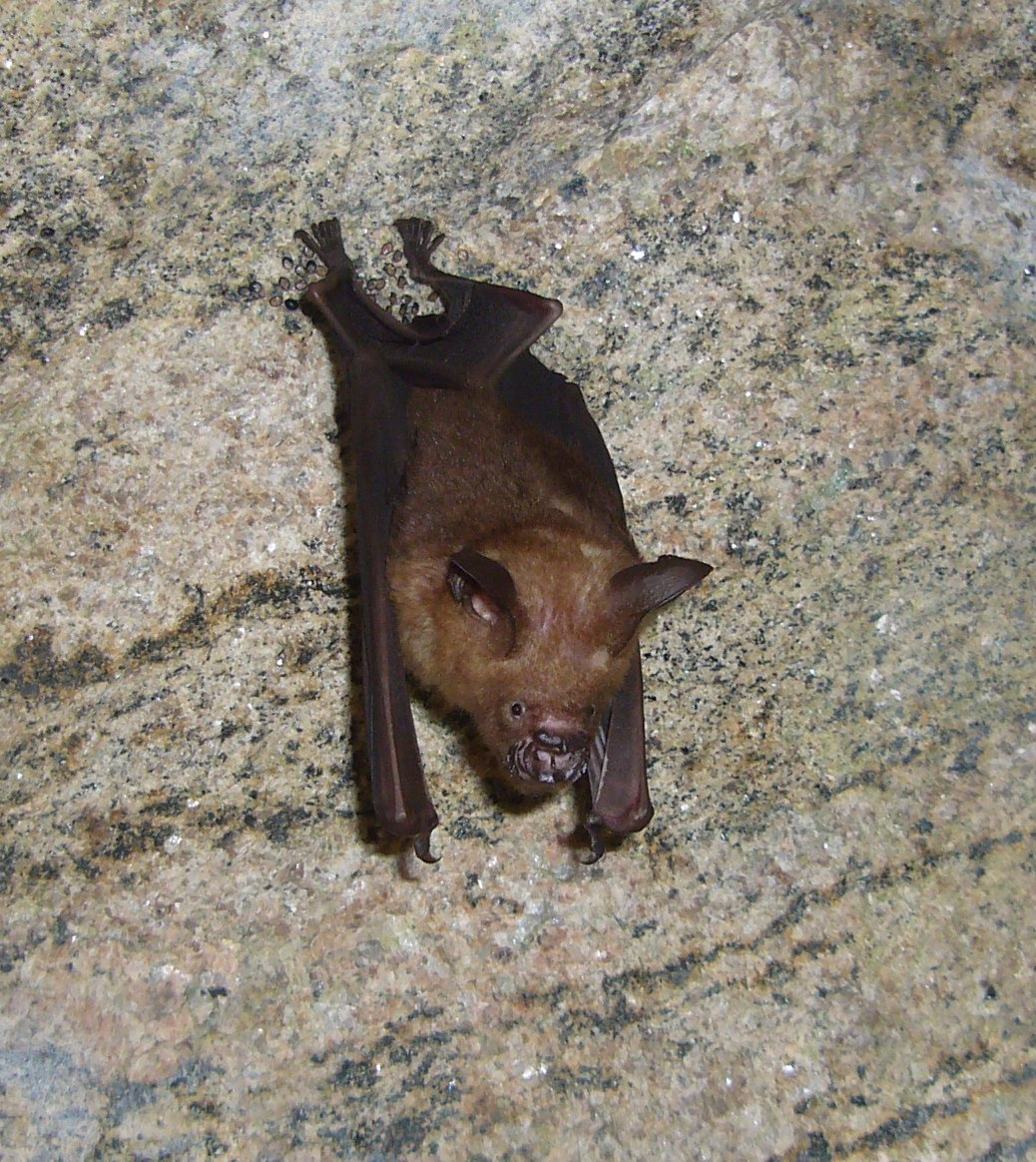
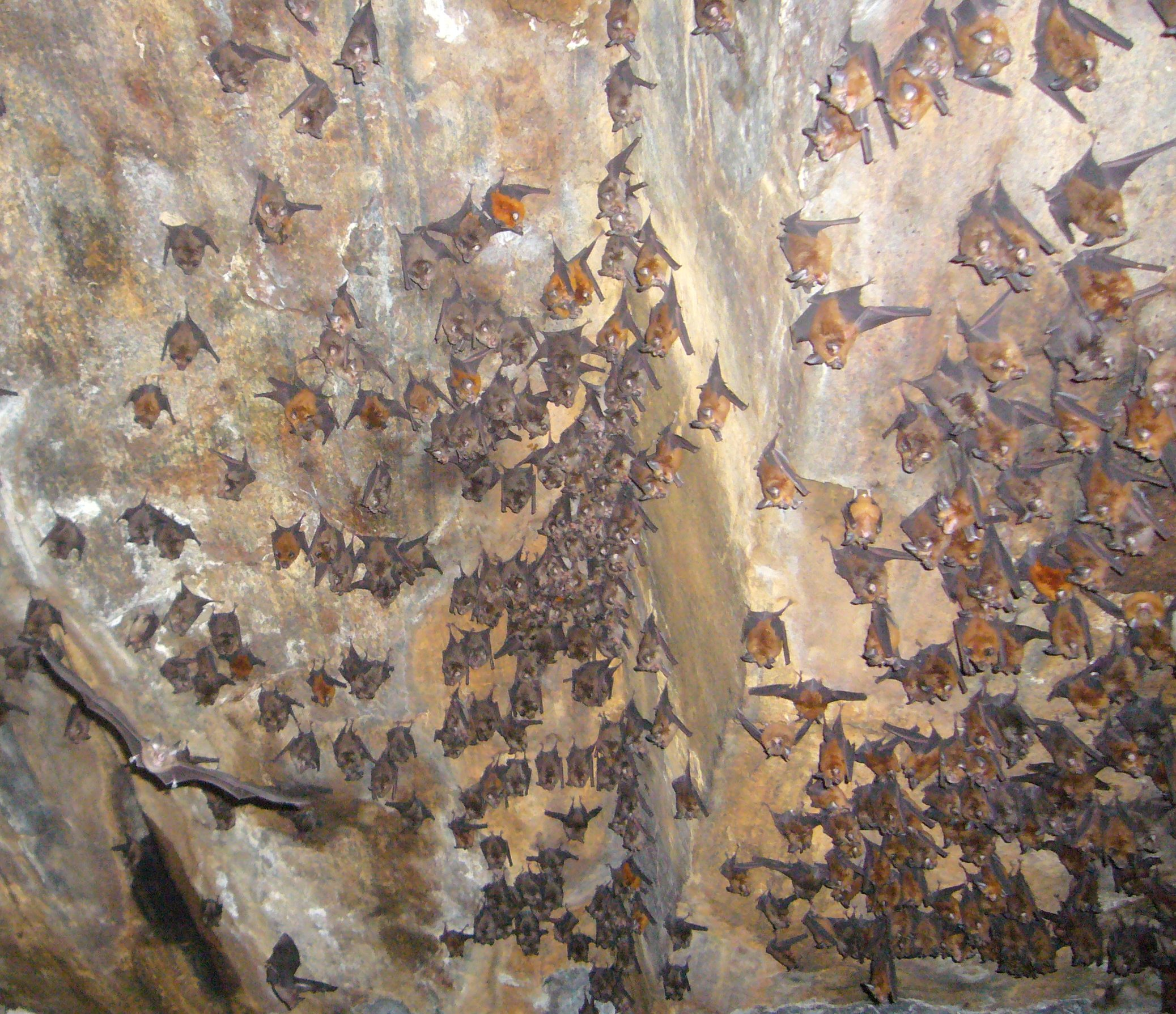